# يحيى كعبي
يحيى كعبي (بالإنجليزية: Yahya Kabi)؛ مواليد 1 يوليو 1987 في تبوك، السعودية، هو لاعب كرة قدم سعودي.

## مسيرة اللاعب
كانت بداياته مع الوطني و لعب بعدها لأندية الهلال والفتح والشعلة و وقع مع نادي الوحدة في عام 2015 و عاد إلى نادي الشعلة عام 2017 و وقع مع نادي الأنصار في عام 2018 و انتقل إلى نادي العين في عام 2019 و وقع مع نادي الجبلين في صيف 2021 و وقع مع نادي أحد في صيف 2022 وانتقل إلى نادي نيوم في عام 2023.

## روابط خارجية
- يحيى كعبي على موقع قاعدة بيانات كرة القدم.إي يو (الإنجليزية)
- يحيى كعبي على موقع Soccerway.com (الإنجليزية)